# Võhandu (rijeka)
Võhandu je sa 162 km najduža rijeka u Estoniji. Porječje obuhvaća 1420 km².
Võhandu izvire u blizini sela Saverna (župa Valgjärve) i teče u blizini sela Võõpsu (župa Mikitamäe). Ulijeva se u Čudsko jezero. Võhandu je plovna od Čudskog jezera do Võõpsu.
Desne pritoke rijeke Võhandu su: Mügra, Kokle, Sillaotsa, Kärgula, Jaska, Rõuge, Koreli, Iskna, Palumõisa, Pahtpää, Mädajõgi i Varesmäe, a lijeve: Parisoo, Karioja, Viluste i Toolamaa.
Godine 1963. osnovan je prirodni rezervat koji obuhvaća stare riječne doline s visokim pješčanim obalama.